# Liste der Monuments historiques in Marolles-sous-Lignières
Die Liste der Monuments historiques in Marolles-sous-Lignières führt die Monuments historiques in der französischen Gemeinde Marolles-sous-Lignières auf.

## Liste der Objekte
| Bezeichnung                 | Beschreibung                                                                                   | Standort                                  | Kennzeichnung | Schutzstatus | Datum | Bild |
| --------------------------- | ---------------------------------------------------------------------------------------------- | ----------------------------------------- | ------------- | ------------ | ----- | ---- |
| Skulptur Heiliger Fiacrius  | Kalkstein, übertüncht und vergoldet, bezeichnet 1607                                           | in der Kirche St-Germain-d’Auxerre (Lage) | PM10001173    | Classé       | 1913  |      |
| Skulptur Heiliger Germanus  | Kalkstein, farbig gefasst und vergoldet, zweite Hälfte des 16. Jahrhunderts                    | in der Kirche St-Germain-d’Auxerre (Lage) | PM10003186    | Classé       | 1913  |      |
| Skulptur Heiliger Rochus    | Kalkstein, übertüncht und vergoldet, erste Hälfte des 16. Jahrhunderts                         | in der Kirche St-Germain-d’Auxerre (Lage) | PM10003187    | Classé       | 1913  |      |
| Skulptur Heilige Martha     | Kalkstein, farbig gefasst, Ende des 16. Jahrhunderts; Verbleib unbekannt                       | in der Kirche St-Germain-d’Auxerre (Lage) | PM10001171    | Classé       | 1913  |      |
| Skulptur Heilige Margaretha | Kalkstein, farbig gefasst, Ende des 16. Jahrhunderts                                           | in der Kirche St-Germain-d’Auxerre (Lage) | PM10003184    | Classé       | 1913  |      |
| Skulptur Heilige Barbara    | Kalkstein, farbig gefasst und übertüncht, 16. Jahrhundert                                      | in der Kirche St-Germain-d’Auxerre (Lage) | PM10001172    | Classé       | 1913  |      |
| Skulptur Heiliger Edmund    | mit Stifterfigur; Kalkstein, farbig gefasst und übertüncht, zweite Hälfte des 16. Jahrhunderts | in der Kirche St-Germain-d’Auxerre (Lage) | PM10003185    | Classé       | 1913  |      |